# II Państwowe Liceum i Gimnazjum im. Prezydenta Rzeczypospolitej Ignacego Mościckiego w Stryju
II Państwowe Liceum i Gimnazjum im. Prezydenta Rzeczypospolitej Ignacego Mościckiego w Stryju – polska szkoła z siedzibą w Stryju w okresie II Rzeczypospolitej, od 1938 o statusie gimnazjum i liceum ogólnokształcącego.

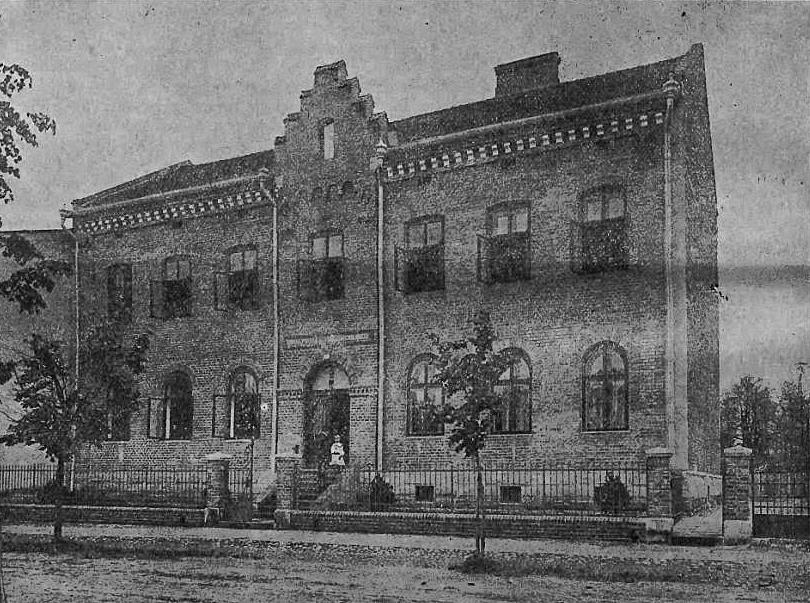
Bursa Polska im. Adama Mickiewicza (ok. 1904)

## Historia
W okresie zaboru austriackiego gimnazjum zostało założone w 1908 z filii C. K. I Gimnazjum w Stryju, wydzielonej w 1908.
Dla ubogich gimnazjalistów w Stryju działały bursy: ruska bursa (od 1896) oraz założona przez dyrektora Karola Petelenza Bursa Polska im. Adama Mickiewicza przy ulicy Kraszewskiego (od 1902).
Po odzyskaniu przez Polskę niepodległości władze II Rzeczypospolitej z filii utworzyły samoistne II Państwowe Gimnazjum w Stryju. W 1926 w gimnazjum w typie matematyczno-przyqrodniczym prowadzono osiem klas w 10 oddziałach, w których uczyło się 360 uczniów płci męskiej oraz 2 płci żeńskiej.
Gimnazjum było ulokowane w kamienicy p. Ettingera przy ulicy Andrzeja Potockiego 22 (u zbiegu z ulicą Juliusza Słowackiego). Ponadto, zajęcia gimnastyczne były prowadzone w domu przy ul. Juliusza Słowackiego 3 (u p. Czuplakiewiczowej) oraz przy ulicy 3 Maja (dom Grossa).
Zarządzeniem Ministra Wyznań Religijnych i Oświecenia Publicznego Wojciecha Świętosławskiego z 23 lutego 1937 „II Państwowe Gimnazjum w Stryju” zostało przekształcone w „II Państwowe Liceum i Gimnazjum im. Prezydenta Rzeczypospolitej Ignacego Mościckiego w Stryju” (państwową szkołę średnią ogólnokształcącą, złożoną z czteroletniego gimnazjum i dwuletniego liceum), a po wejściu w życie tzw. reformy jędrzejewiczowskiej szkoła miała charakter męski, a wydział liceum ogólnokształcącego był prowadzony w typie matematyczno-fizycznym.

## Dyrektorzy
- Kazimierz Nagórecki (1908–9.IV.1912†)[10][11][1]
- Jan Lebiedzki (kier. 1912–III.1914)[12][13][1]
- Wilhelm Kuczera (kier. 01.IX.1914, lata 20.)[14][15][16][17][18][1]
- Jacek Pawlik (lata 30.)[19][20][21]

## Nauczyciele
- ppor./por. Stanisław Biskupski (kapelmistrz 53 pułku piechoty, nauczyciel muzyki od 1929)[22][23]
- Bolesław Keim

## Uczniowie i absolwenci
Absolwenci
- Ludwik Iwaszko – oficer (1914)
- Stefan Mayer – oficer (1913)
- Wiktor Pikulski – oficer (1914)
- Władysław Tadeusz Podoski – oficer (1914)
- Zdzisław Stroński – historyk, polityk (1914)

Uczniowie
- Zdzisław Sieczkowski – oficer
- Henryk Spaltenstein – oficer
- Zygmunt Szendzielarz – oficer (do 1931)